# 요시카와촌 (교토부)
요시카와촌(일본어: 吉川村)은 일본 교토부 미나미쿠와다군에 설치되었던 정이다.